# Ayoub Barraj
Ayoub Barraj (in arabo ايوب براج‎?; 27 maggio 1997) è un lottatore tunisino specializzato nella lotta libera e greco-romana.

## Biografia
Ai Giochi panafricani di Rabat 2019 ha vinto la medaglia d'oro nel torneo della lotta libera fino a 86 chilogrammi, battendo in finale l'algerino Fatih Bin Faradżallah.

## Palmarès
- Giochi panafricani

Rabat 2019: oro nella lotta libera fino a 86 kg;
- Campionati africani

Alessandria d'Egitto 2015: bronzo nella lotta libera fino a 74 kg;
Port Harcourt 2018: oro nella lotta libera fino a 74 kg;
Hammamet 2019: oro nella lotta libera fino a 79 kg;
Algeri 2020: oro nella lotta libera fino a 79 kg;
- Campionati del Mediterraneo

Algeri 2018: oro nella lotta libera fino a 79 kg;
- Campionati del Mediterraneo U23

Tunisi 2019: oro nella lotta libera fino a 79 kg; argento nella greco-romana fino a 79 kg;